# Diplazium riedelianum
Diplazium riedelianum är en majbräkenväxtart som först beskrevs av August Gustav Heinrich von Bongard och Oskar Kuhn och som fick sitt nu gällande namn av Oskar Kuhn och Carl Frederik Albert Christensen.
Diplazium riedelianum ingår i släktet Diplazium och familjen Athyriaceae. Inga underarter finns listade i Catalogue of Life.